# Tietán
A tietán telített heterociklusos vegyület, négytagú gyűrűjét három szén- és egy kénatom alkotja.

## Fordítás
Ez a szócikk részben vagy egészben  a   Thietane című angol Wikipédia-szócikk ezen változatának fordításán alapul.  Az eredeti cikk szerkesztőit annak laptörténete sorolja fel. Ez a jelzés csupán a megfogalmazás eredetét és a szerzői jogokat jelzi, nem szolgál a cikkben szereplő információk forrásmegjelöléseként.